# Zacherlhaus

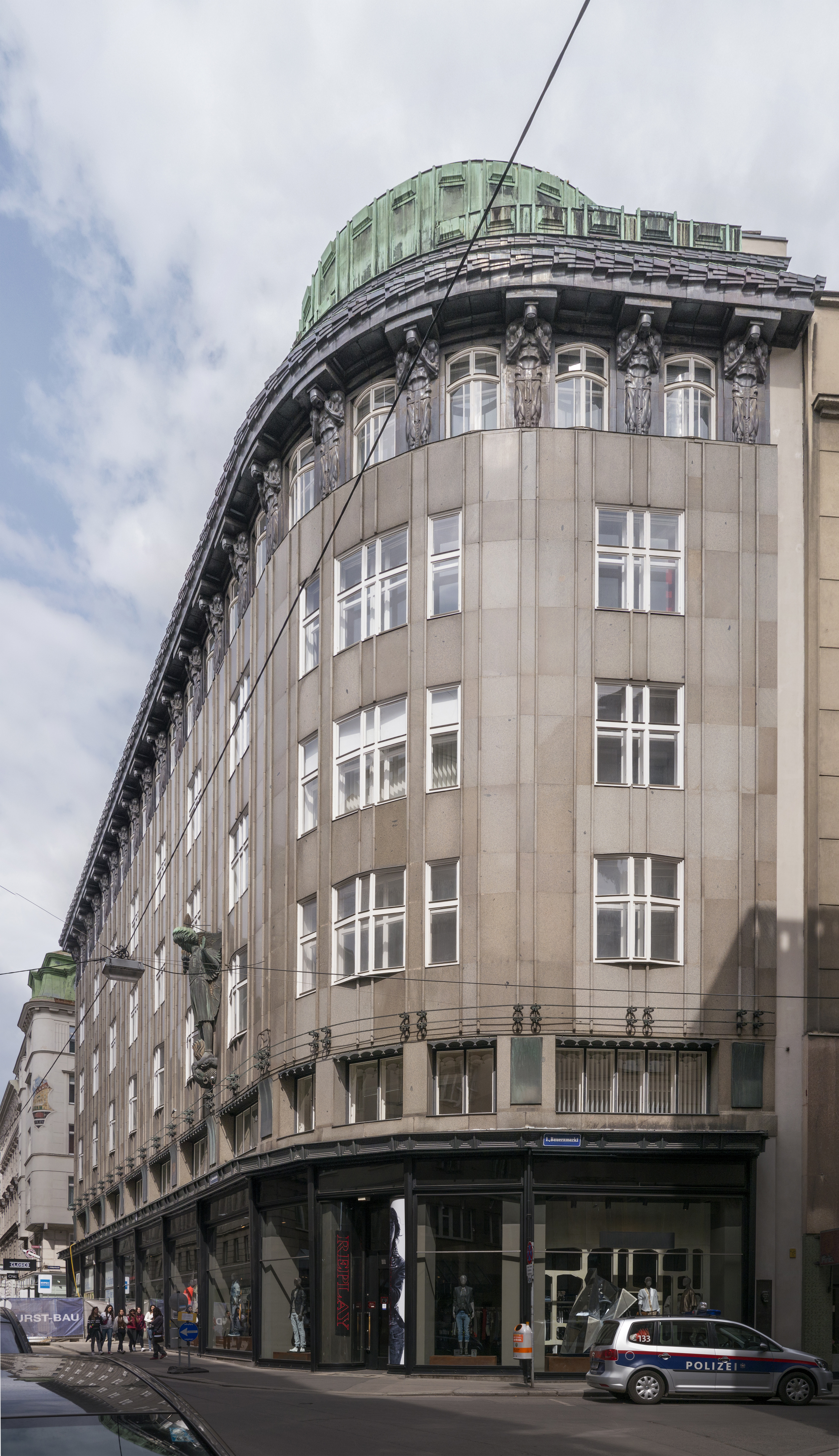
Das Zacherlhaus

Das Zacherlhaus in der Inneren Stadt zu Wien ist ein vom slowenischen Architekten und Otto-Wagner-Schüler Josef Plečnik im Reformstil entworfenes Wohn- und Geschäftsgebäude. Es wurde von 1903 bis 1905 auf den Grundstücken Brandstätte 6/Wildpretmarkt 2–4/Bauernmarkt 5 errichtet. Es wird in Anlehnung an das von Zacherl vertriebene Insektizid auch Wanzenburg genannt.
Plečnik war bei Baubeginn 31 Jahre alt und wirkte bis 1913 vorwiegend in Wien, bevor er in Prag und dann jahrzehntelang in Laibach arbeitete. Der Bauherr, Johann Evangelist Zacherl, war Sohn des Fabrikanten Johann Zacherl, des Gründers der Zacherlfabrik, in der Insektenvertilgungsmittel hergestellt wurden.
Zacherl ließ das Gebäude als eines der ersten Häuser modernen Stils an Wildpretmarkt und Brandstätte in der Wiener Altstadt errichten. Die Brandstätte war als Verkehrsfläche erst 1875 geschaffen worden, nachdem die die frühere Brandstatt umgebenden Häuser demoliert worden waren.
Für die Fassade wählte Plečnik graue, polierte Granitplatten. Bemerkenswert ist das kunstvoll gestaltete, auskragende Dachgesims. Die Figur an der Fassade, die den Erzengel Michael darstellt, schuf Ferdinand Andri, die Atlanten stammen von Franz Metzner. Im ovalen Stiegenhaus gibt es einen insektenartigen Beleuchtungskörper, der ebenso wie der Erzengel Michael, der Besieger der unreinen Geister, auf das Insektenpulver verweist, mit dem die Familie Zacherl reich wurde.
1949 mussten an dem im Zweiten Weltkrieg beschädigten Haus Wiederherstellungsarbeiten vorgenommen werden. Das denkmalgeschützte Gebäude zählt heute zu den bedeutendsten Bauten der Otto-Wagner-Schule. Es befindet sich im Eigentum der Nachkommen von Johann Zacherl und dient als Bürogebäude. Die architektonische Bedeutung des Zacherlhauses erschließt sich beim Vergleich mit dem Stil anderer Neubauten in Wien aus dieser Zeit, die oft noch im Stil des Historismus gestaltet waren, den Thronfolger Erzherzog Franz Ferdinand schätzte.

## Galerie

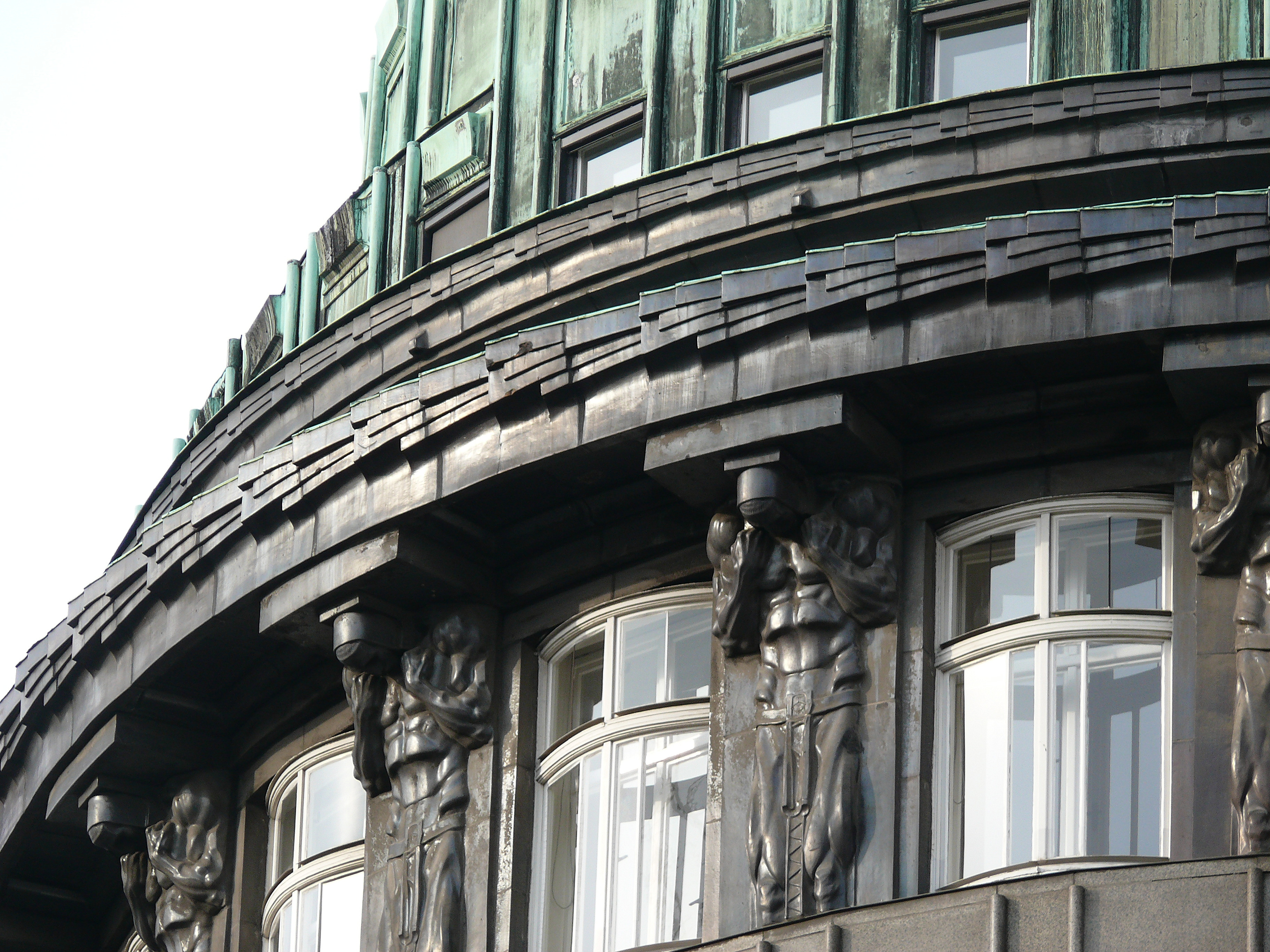
Dachgesims mit Atlanten
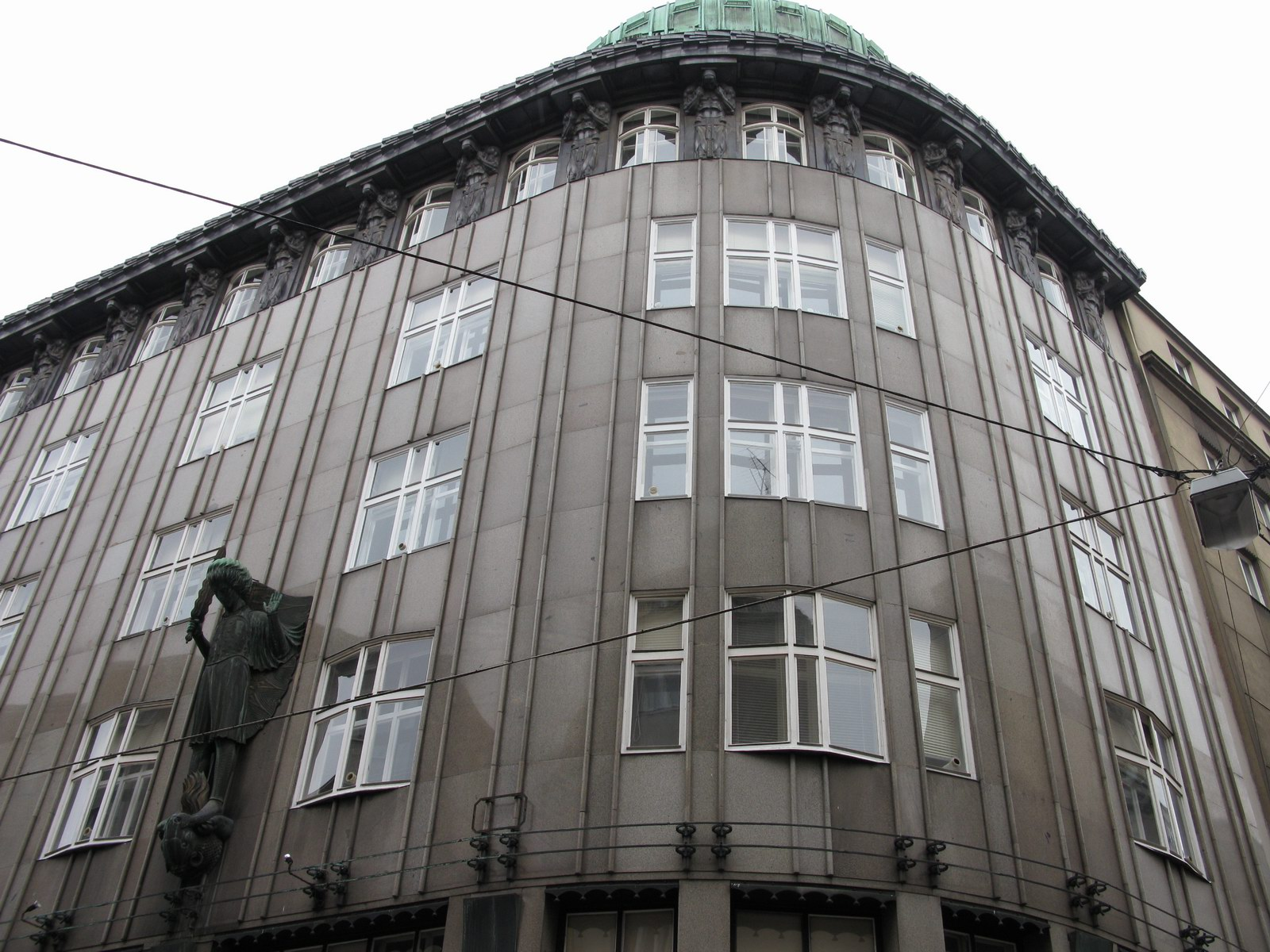
Fassade zur Brandstätte
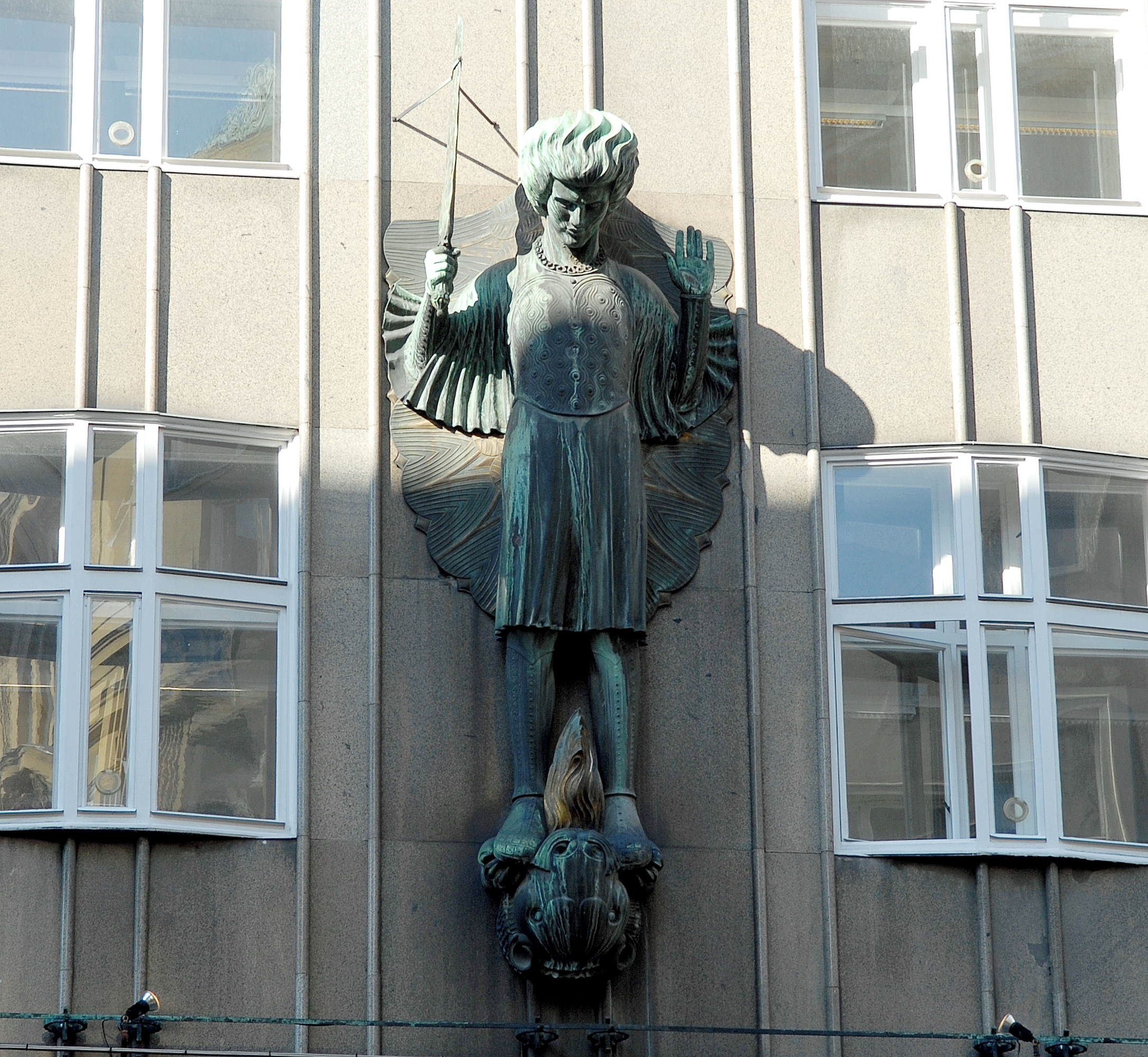
Ferdinand Andri: Skulptur des Erzengel Michael an der Fassade
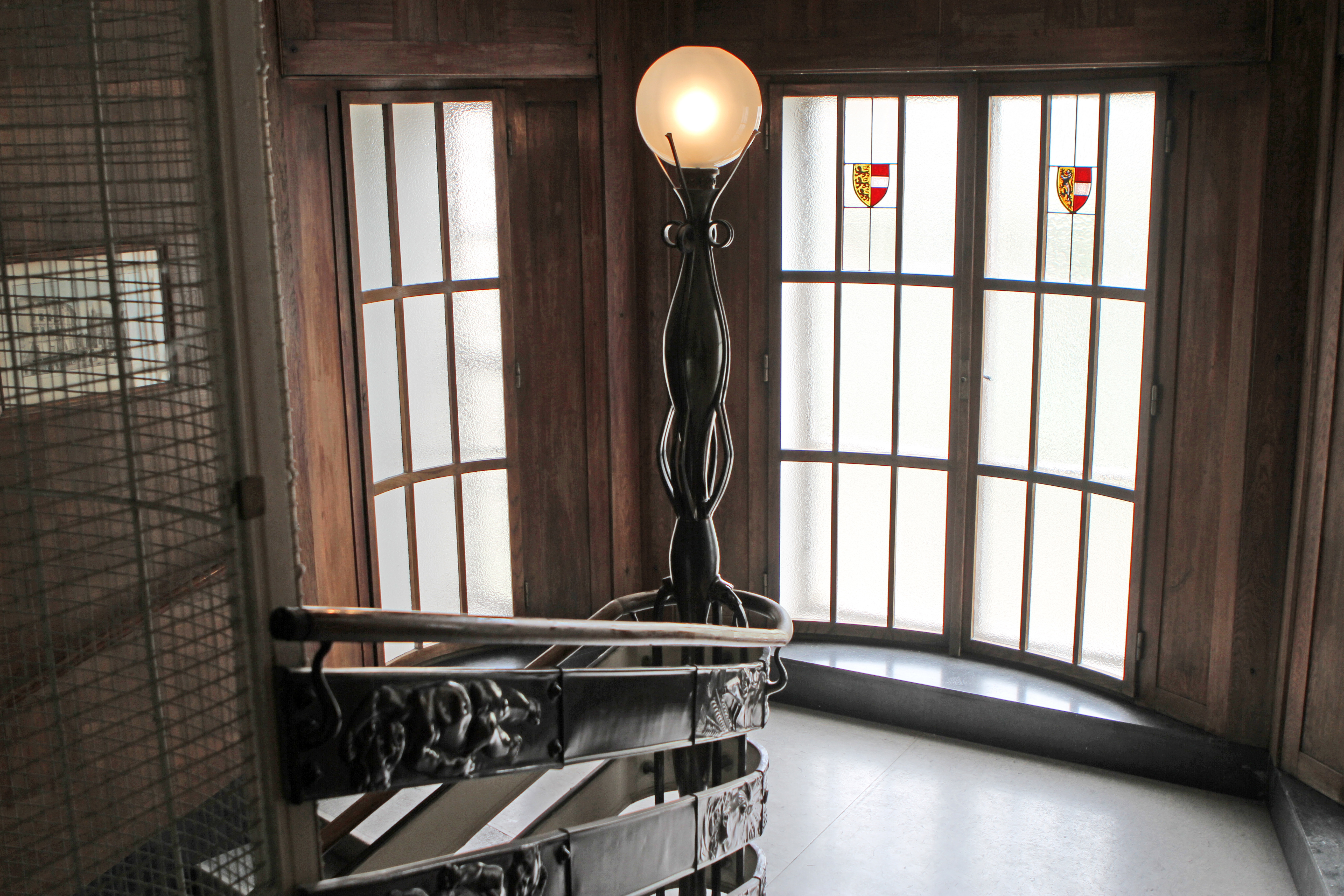
Stiegenhaus
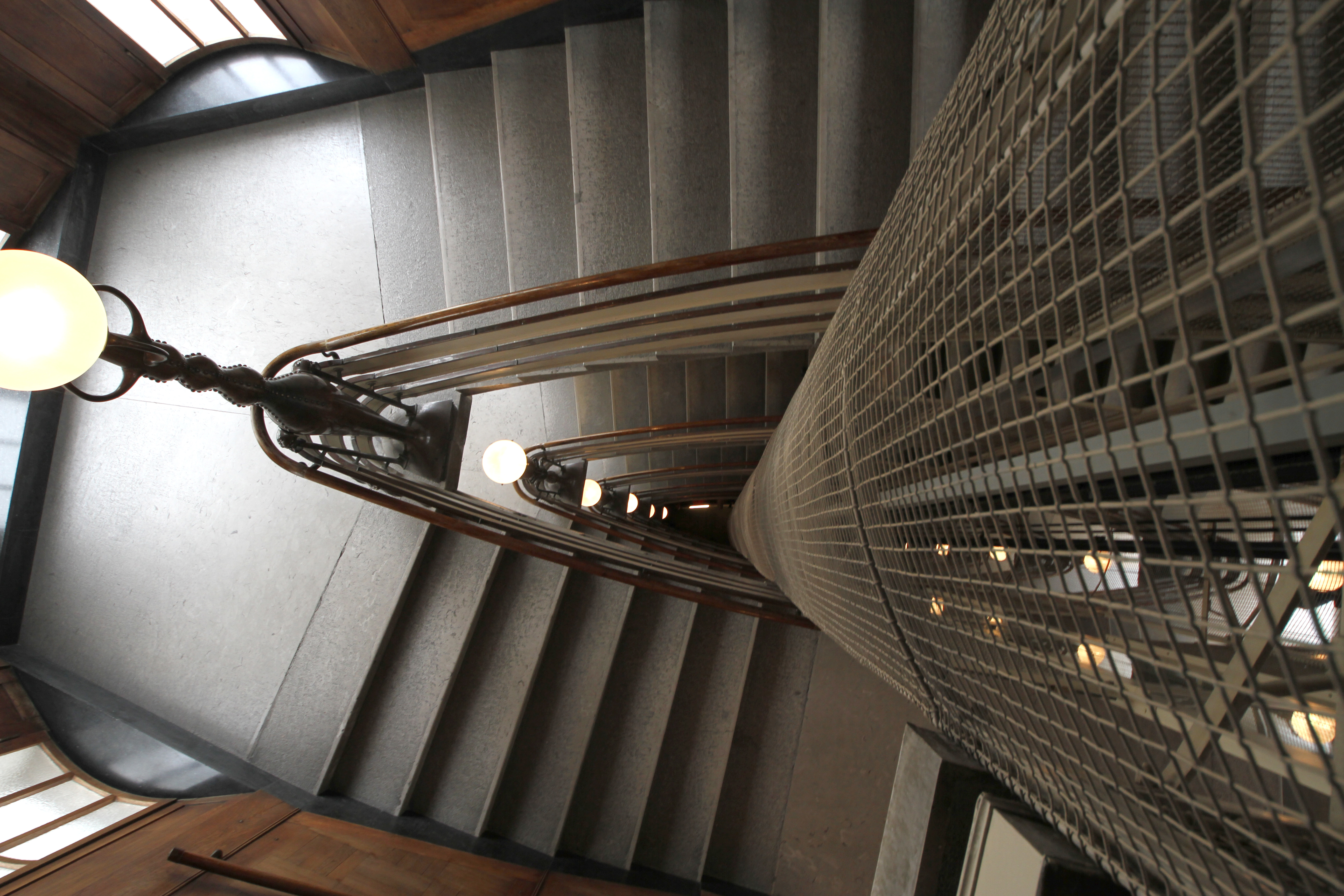
Stiegenhaus